# Sofia Asoumanaki
Sofia Asoumanaki (griechisch Σοφία Ασουμανάκη; * 25. Mai 1997 in Rethymno) ist eine griechische Ruderin.
Sofia Asoumanaki nahm 2014 im Einer an den U23-Weltmeisterschaften teil und belegte den 13. Platz. Zwei Wochen später startete sie auch bei den Junioren-Weltmeisterschaften und erreichte den vierten Platz. 2015 startete sie in der Erwachsenenklasse zusammen mit Aikaterini Nikolaidou im Doppelzweier. Bei den Europameisterschaften belegten die beiden als Siegerinnen des B-Finales den siebten Platz. Beim Ruder-Weltcup in Luzern erreichten die beiden das A-Finale und fuhren auf den fünften Platz. Bei den  Junioren-Weltmeisterschaften 2015 trat Asoumanaki im Einer an und belegte den zweiten Platz. Im Doppelzweier mit Nikolaidou gewann sie die Silbermedaille bei den Weltmeisterschaften 2015 hinter dem neuseeländischen und vor dem deutschen Boot. Bei den Europameisterschaften 2016 belegten die Griechinnen den siebten Platz. Zwei Wochen später belegten sie den dritten Platz beim Weltcup in Luzern. Bei den Olympischen Spielen 2016 erreichten die beiden den vierten Rang.